# 高丽黄狐狸犬
高丽黄狐狸犬（英語：Korean Yellow Spitz），通稱黄狐狸犬、朝鲜黄狐狸犬，是一种屬於韩国犬的小至中形狐狸犬（Spitz）之犬种，通常做為玩賞犬。